# Alte Maße und Gewichte (Russland)
Unter Peter dem Großen wurde ein System an Maßen und Gewichten im Russischen Kaiserreich eingeführt, das neben den althergebrachten Maßen niederländische und englische Maße einführte. Am 11. Oktober 1835 wurden die Maße und Gewichte reichseinheitlich definiert. Das System galt bis 1925, als es nach der Oktoberrevolution vom metrischen Maßsystem abgelöst wurde.

## Längenmaße

Russische Längenmaße

Die ältesten russischen Maße, die bis ins 20. Jahrhundert verwendet wurden, waren die Elle (Arschin) mit den Unterteilungen zu 1⁄4 und 1⁄16 sowie der Klafter (Saschen). Anfang des 18. Jahrhunderts wurde die Elle als 28 englische Zoll (englisch inches) definiert.
| Transkription    | Kyrillisch     | Deutsch              | Definition        | engl. Zoll | SI-Einheiten ∗ |
| ---------------- | -------------- | -------------------- | ----------------- | ---------- | -------------- |
| Totschka         | точка          | Punkt                | 1⁄10 Linja        | 1⁄100      | = 254 µm       |
| Linija           | линия          | Linie                | 1⁄10 Diuim        | 1⁄10       | = 2,54 mm      |
| Djuim            | дюйм           | Zoll, Daumen         | 1 Diuim = 1 Inch  | 1          | = 2,54 cm      |
| Werschok         | вершок         | Sechzehntel-Elle     | 1⁄16 Arschin      | 7⁄4        | = 4,445 cm     |
| Tschetwert, Pjad | четверть, пядь | Viertel-Elle, Spanne | 1⁄4 Arschin       | 7          | = 17,78 cm     |
| Fut              | фут            | Fuß                  | 12 Diuim = 1 Foot | 12         | = 30,48 cm     |
| Arschin          | аршин          | Elle                 | 1⁄3 Saschen       | 28         | = 71,12 cm     |
| Saschen          | сажень         | Klafter              | 7 Fut             | 84         | = 2,1336 m     |
| Wersta           | верста         | Werst                | 500 Saschen       | 42.000     | = 1,0668 km    |
| Milja            | миля           | Meile                | 7 Werst           | 294.000    | = 7,4676 km    |

## Flächenmaße
| Transkription | Kyrillisch | Deutsch        | Definition                 | Größe in SI-Einheiten         |
| ------------- | ---------- | -------------- | -------------------------- | ----------------------------- |
| Djuim²        | дюйм²      | Quadratzoll    | 1 Djuim² = 1 square inch   | = 6,4516 cm²                  |
| Fut²          | фут²       | Quadratfuß     | 144 Diuim² = 1 square foot | = 929,0304 cm² ≈ 9,29 dm²     |
| Arschin²      | аршин²     | Quadratelle    | 784 Diuim²                 | = 5058,0544 cm² ≈ 50,58 dm²   |
| Saschen²      | сажень²    | Quadratklafter | 9 Arschin² = 49 Fut²       | = 45.522,4896 cm² ≈ 4,55 m²   |
| Dessjatine    | десятина   |                | 2400 Saschen²              | = 10.925,3975 m² ≈ 1,1 ha     |
| Werst²        | верста²    |                | 250000 Saschen²            | = 1.138.062,24 m² ≈ 1,138 km² |

Bis 1753 war die Dessjatine (etwa Quadrat-Zehntel-Werst) gleich 2500 Quadratsaschen, d. h. die Fläche eines Quadrates mit der Seitenlänge 1/10 Werst (ca. 11.381 m²) und wurde in zwei Tschetwert geteilt. Daneben gab es auch Dessjatinen von 80 × 40 (= 3200), 60 × 60 (= 3600), 80 × 100 (= 8000) und 100 × 100 (= 10.000) Quadratsaschen (1,457 ha, 1,639 ha, 3,642 ha bzw. 4,552 ha).

## Raummaße
Trockenmaße
| Transkription | Kyrillisch | Deutsch  | Definition                   | Größe in SI-Einheiten |
| ------------- | ---------- | -------- | ---------------------------- | --------------------- |
| Garnetz       | гарнец     |          | 1 Garnetz = ½ Tschetwerka    | ≈ 3,28 l              |
| Tschetwerka   | четверка   | Vierling | 2 Garnetz = ¼ Tschetwerik    | ≈ 6,559 l             |
| Tschetwerik   | четверик   |          | 8 Garnetz                    | ≈ 26,238 l            |
| Pajak         | паяк       |          | 16 Garnetz = 2 Tschetwerik   | ≈ 52,476 l            |
| Osmina        | осьмина    |          | 32 Garnetz = 2 Pajak         | ≈ 104,951 l           |
| Tschetwert    | четверть   | Viertel  | 64 Garnetz = 2 Osmina        | ≈ 209,902 l           |
| Last          | ласт       | Last     | 1024 Garnetz = 16 Tschetwert | ≈ 3358,432 l          |

Definition: 1 Garnetz = 200 englische Kubikzoll.
Flüssigmaße
| Transkription    | Kyrillisch   | Deutsch        | Definition                  | Größe in SI-Einheiten |
| ---------------- | ------------ | -------------- | --------------------------- | --------------------- |
| Schkalik         | шкалик       |                | 1⁄200 Wedro = ½ Tscharka    | ≈ 61 ml               |
| Tscharka         | чарка        |                | 1⁄100 Wedro = 1⁄10 Kruschka | ≈ 123 ml              |
| Butilka          | бутылка      | Wasserflasche  | 1⁄20 Wedro = 1⁄5 Tschetwert | ≈ 0,615 l             |
| Butilka          | бутылка      | Weinflasche    | 1⁄16 Wedro = 1⁄4 Tschetwert | ≈ 0,769 l             |
| Schtof, Kruschka | штоф, кружка | Stof           | 1⁄10 Wedro                  | ≈ 1,23 l              |
| Tschetwert       | четверть     | Viertel, Quart | 1⁄4 Wedro                   | ≈ 3,0748 l            |
| Wedro            | ведро        | Eimer          | 1 Wedro = 750 Kubikzoll     | ≈ 12,29941 l          |
| Anker            | анкер        | Anker          | 3 Wedra                     | ≈ 36,898 l            |
| Botschka         | бочка        | Fass           | 40 Wedra                    | ≈ 491,976 l           |

Definition: 1 Wedro = 750 englische Kubikzoll

## Gewichtsmaße
| Transkription | Kyrillisch | Deutsch                | Definition              | Größe in SI-Einheiten        |
| ------------- | ---------- | ---------------------- | ----------------------- | ---------------------------- |
| Dolja         | доля       |                        | 44434,9 ± 0,1 μg        | = 44,4349 mg                 |
| Solotnik      | золотник   |                        | 96 Dolja = 1⁄3 Lot      | = 4,2667504 g ≈ 4,267 g      |
| Lot           | лот        | Lot                    | 288 Dolja = 1⁄32 Funt   | = 12,7972512 g ≈ 12,80 g     |
| Lana          | лана       | (Unze)                 | 768 Dolja = 1⁄12 Funt   | = 34,1260032 g ≈ 34,13 g     |
| Funt          | фунт       | Pfund                  | 9216 Dolja              | = 409,5120384 g ≈ 409,5 g    |
| Pud           | пуд        |                        | 40 Funt                 | = 16.380,481536 g ≈ 16,38 kg |
| Korsez        |            |                        | 240 Funt = 6 Pud        | = 98.282,889216 g ≈ 98,28 kg |
| Berkowetz     | берковец   | Schiffpfund, Berkowitz | 400 Funt = 10 Pud       | = 163.804,81536 g ≈ 163,8 kg |
| Packen        | паккен     |                        | 1200 Funt = 3 Berkowetz | = 491.414,44608 g ≈ 491,4 kg |

Die Masse eines Wedro Wasser bei 13 1⁄3 °Ré wurde 1835 als 30 Funt definiert.
(Quelle siehe unter)